# 阿塔拉亞 (巴拉那州)

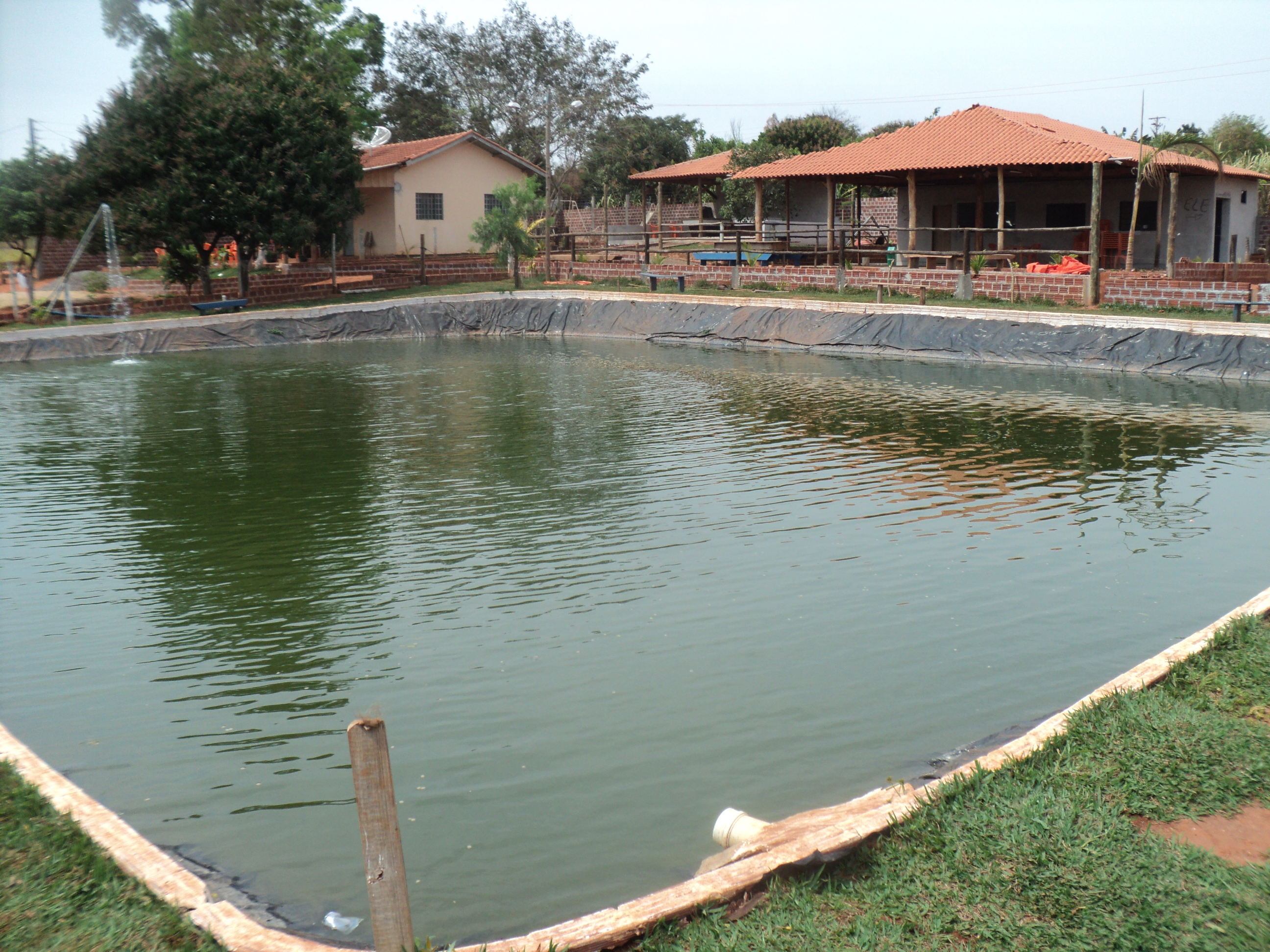
阿塔拉亞

阿塔拉亞（葡萄牙語：Atalaia）是巴西的城鎮，位於該國南部，由巴拉那州負責管轄，始建於1960年7月28日，面積138平方公里，海拔高度502米，2010年人口3,913，人口密度每平方公里28.42人。